# Acre (stát)
Acre je spolkový stát v Brazílii. Nachází se v nejzápadnější části jejího území, v Amazonii a náleží do Severního regionu. Jeho název je odvozen od stejnojmenné řeky, která jeho územím protéká.

## Charakter státu

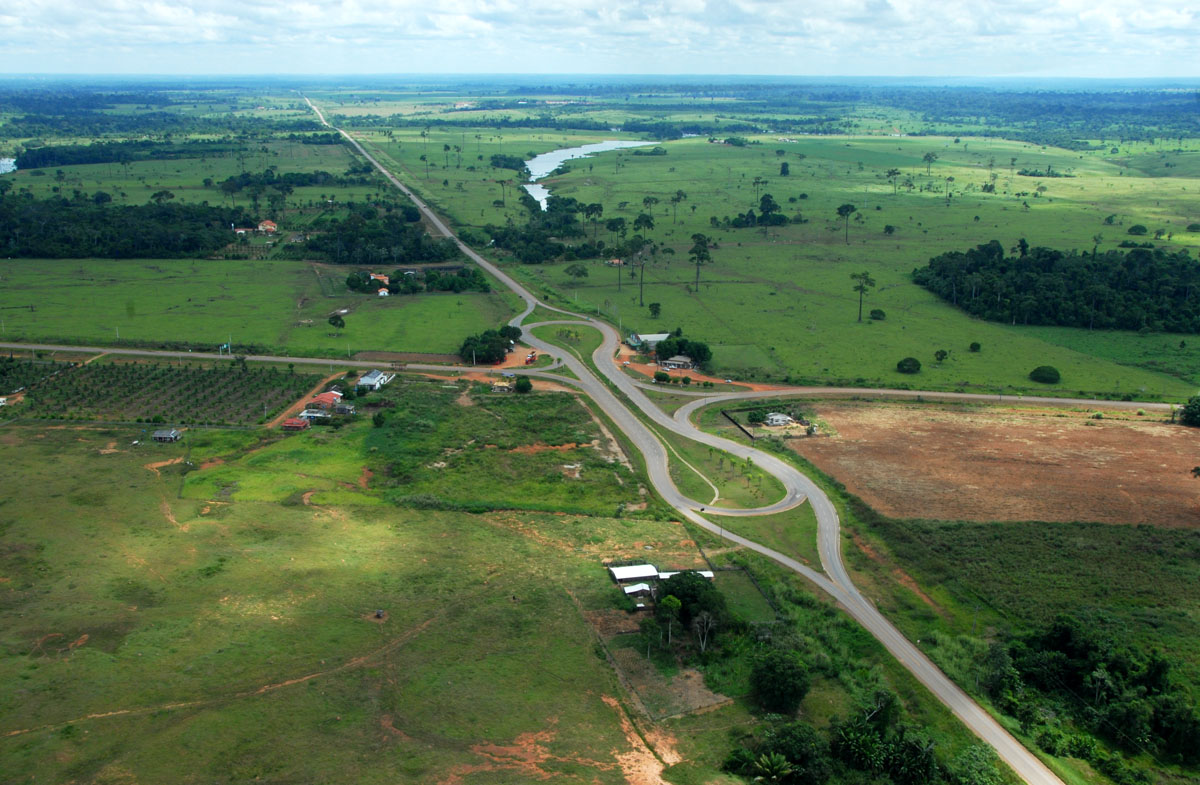
Acre

Acre hraničí na jihu s Peru, na jihovýchodě s bolivijským departementem Pando, na severu s brazilským státem Amazonas a má krátkou hranici i s dalším státem, Rondônia. Jeho hlavní a největší město je Rio Branco, ležící v jihovýchodní části země. Většina území státu je zalesněná tropickými pralesy, v nichž žijí stále ještě domorodí obyvatelé. Acre je velmi známé také tím, že vyváží kaučuk. Na ploše o rozloze 152 522 km² tu žije celkem 686 652 obyvatel. Se vzdálenou, východní částí země je Río Branco spojeno jedinou silnicí, železniční tratě tu neexistují. Území je převážně rovinaté, pouze na západě, u peruánské hranice, se nachází pohoří Serra do Divisor, které je národním parkem. Jeho nejvyšší vrchol dosahuje 609 metrů nad mořem.

## Historie
Letecký průzkum odhalil v okolí města Xapuri geoglyfy vypovídající o existenci vyspělé předkolumbovské civilizace. V 19. století bylo Acre součástí Bolívie, postupně zde však početně převládli brazilští sběrači kaučuku. Ti vyvolali v roce 1899 povstání a vyhlásili samostatnou Republiku Acre. Následovala série ozbrojených střetnutí, kterou ukončila 17. listopadu 1903 Petrópoliská smlouva, v níž se Bolivijci území vzdali výměnou za menší kus země v povodí řeky Madeira a finanční kompenzaci. V roce 1904 bylo Acre připojeno k Brazílii a 15. června 1962 se stalo dvacátým druhým státem Brazílie. V roce 1986 stanula na postu guvernéra Iolanda Flemingová jako první žena v brazilské historii. V roce 2008 došlo k úpravě hranice se státem Amazonas, po které se Acre rozrostlo o 11 583 km². Drancování místního přírodního bohatství způsobilo vzrůst silného environmentalistického hnutí, jehož představiteli byli Chico Mendes a Marina Silva.

## Města
Stát Acre je rozdělen do 22 obcí. Největší města státu s počtem obyvatel k 1. červnu 2004:
- Rio Branco – 314 127 (hlavní město)
- Cruzeiro do Sul – 86 725
- Feijó – 39 365
- Sena Madureira – 33 614
- Tarauaca – 30 711
- Senador Guiomard – 21 000
- Brasileia – 18 056 (hraniční přechod s Bolívií)
- Plácido de Castro – 17 014
- Epitaciolândia – 14 193
- Xapuri – 13 893

## Demografie
- V roce 2007 zde žilo 664 000 obyvatel. Hustota osídlení byla 4,5 obyv./km².
- V roce 2014 zde žilo 790 101 obyvatel.
- Podíl městského obyvatelstva 69,6 %.
- Průměrný roční přírůstek obyvatel 3,3 % (1991–2000).
- 441 000 obyvatel (66,5%) tvoří míšenci Evropanů, Afričanů a původních indiánů, tzv. pardo.
- 172 000 (26%) jsou běloši.
- 45 000 (6,8 %) jsou černoši.
- 4 000 (0,7 %) jsou Asiaté a původní indiáni.

## Hospodářství
Podíl odvětví na HDP:
- služby 66 %
- průmysl 28,1 %
- zemědělství 5,9 %

Vývoz:
- dřevo 85,6 %
- maso (drůbeží) 4,7 %
- výrobky ze dřeva 1,7 %

Podíl Acre na ekonomice Brazílie je 0,2 %.